# Bill Rancic
Bill Rancic (16 de maio de 1971) é o fundador da empresa de charutos Cigars Around The World e vencedor da 1º versão de The Apprentice, nos Estados Unidos.
Virou um pop star da "noite para o dia" e atualmente ajuda Donald Trump em seus empreendimentos imobiliários. Casou-se com Giulliana Rancic (apresentadora do E!) e tem um reality semanal.